# 2025年波兰总统选举
2025年波兰总统选举（波蘭語：Wybory Prezydenta Rzeczypospolitej Polskiej w 2025 roku）于5月18日举行首轮选举，第二轮选举于6月1日举行，選出波蘭第三共和國第9任總統。依據波蘭憲法第127條，現任總統安杰伊·杜达因第二任期將屆而無法競選。本次選舉的主要候选人包括公民纲领党提名的拉法·特扎斯科夫斯基、以及法律与公正党支持的独立候选人卡罗尔·纳夫罗茨基，最終由纳夫罗茨基在第二輪選舉勝出。

## 背景

### 2020年總統大選
2020年波蘭總統選舉時，第二輪投票由時任總統、前法律與公正黨（以下簡稱法律黨）黨員安杰伊·杜达當選。他擊敗了來自公民联盟的華沙市長拉法·佐薩斯科斯基，以51.03%的得票率當選，投票率則為68.18%。此次第二輪選舉中，兩位候選人之間的得票差距是波蘭總統直選歷史上最小的一次。

### 2023年議會選舉
在2023年波蘭議會選舉中，投票率大幅上升，達到74%，相較於2019年的61%有明顯提升。這是第三共和國以來全國性選舉中最高的投票率紀錄。
在選舉結果方面，由法律黨所主導的聯合右翼聯盟（以下簡稱右翼聯盟）再次取得最高票數，然而成績不如四年前，因此失去了在眾議院的多數席位。

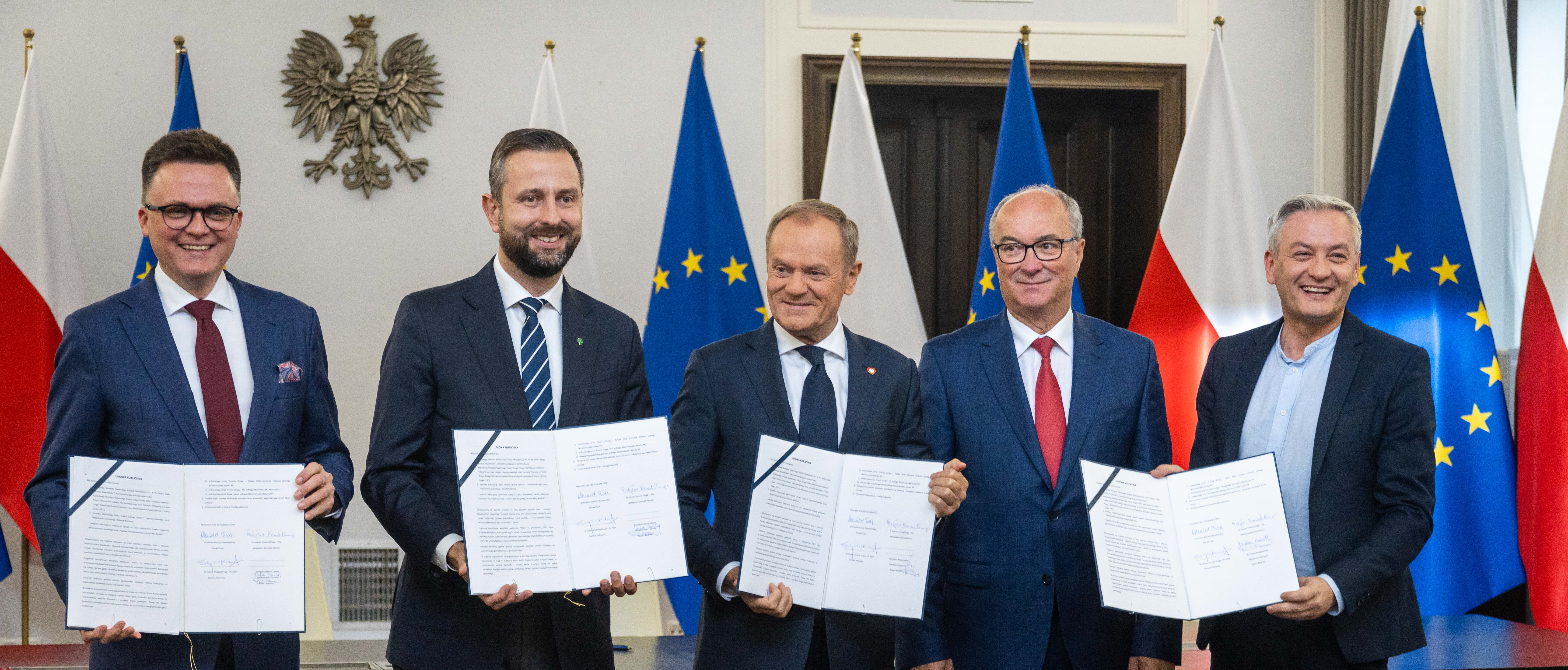
Civic Coalition (Poland)}公民纲领)
沃齊米日·恰扎斯蒂 (新左翼)
羅伯特·別德龍 (新左翼)。

多數聯盟由先前的在野黨組成，包括公民聯盟（以公民綱領為核心）、第三條道路（由波蘭2050與波蘭人民黨組成，以下簡稱第三聯盟）以及左翼聯盟（以新左翼為核心），席次達到242席。並由公民綱領主席唐納·圖斯克出任總理。
成為國會在野黨的包括右翼聯盟、自由与独立联盟（以下簡稱联盟黨）以及库基兹15。雖然库基兹15的議員是以法律黨名義當選，但隨後另組議員團，並於2024年成立「自由共和黨」議會黨團（以下簡稱共和黨）。
在這兩年中，圖斯克縱使擔任總理，在國會也是以絕對多數來執政，但站在反對黨立場的時任總統杜達經常使用總統否決權讓內閣的法案無法通過，因為其聯合政府並未掌握足夠席次（需達276票）以推翻總統的否決權。因此此次總統選舉被認為是解決圖斯克政府執政困境，並決定親歐路線的關鍵。
2024年，一起黨也轉為反對黨，該黨因內部分裂而退出左翼聯盟黨團，成立了自己的議員小組。到了2025年，自由與獨立聯盟亦出現分裂，其中波蘭王室聯盟的議員退出其國會黨團。

#### 經濟政策
自聯合政府上台以來，圖斯克內閣便著手推動經濟自由化政策，包括放寬管制、削減社會福利支出，並力求預算平衡。2025年2月，圖斯克邀請億萬富豪拉法烏·布若斯卡與Google執行長桑達爾·皮查伊，圖斯克提議重用布若斯卡，引發媒體將其稱為「波蘭的伊隆·馬斯克」。共同參與推動波蘭經濟的放鬆管制與勞動法改革。此外，他也因與皮查伊簽訂投資協議，被指控使Google壟斷了波蘭人工智慧產業。

#### 社會政策
執政聯盟主要由中間派或略偏右的政黨組成，惟新左翼亦為聯合內閣一員，其主張之一為推動墮胎除罪化。該提案於2024年7月在眾議院遭到否決。由於人民黨內部有大批議員表達反對立場，導致最終表決結果為218票反對、215票支持，提案未能通過。

#### 醫療政策
健康保險費用成為此次選舉中的一項重要議題，因為波蘭醫療體系的不良狀況長期被視為最嚴重的社會問題之一。
為了解決這個問題，2024年4月4日，眾議院以微弱差距（213票贊成、190票反對）通過一項法案，決議調降健康保險費。此提案獲得公民联盟以及第三聯盟的支持，而右翼聯盟、新左翼與一起黨則表達反對，聯盟黨大多選擇棄權。
儘管波蘭公共醫療體系問題嚴重，此項改革卻僅針對企業主下調保費，引發左派強烈反彈，尤其是一起黨的國會議員，他們批評政府企圖削弱乃至私有化公共醫療服務。最終，總統杜達於5月6日否決該項保費調降法案。

## 總統候選人

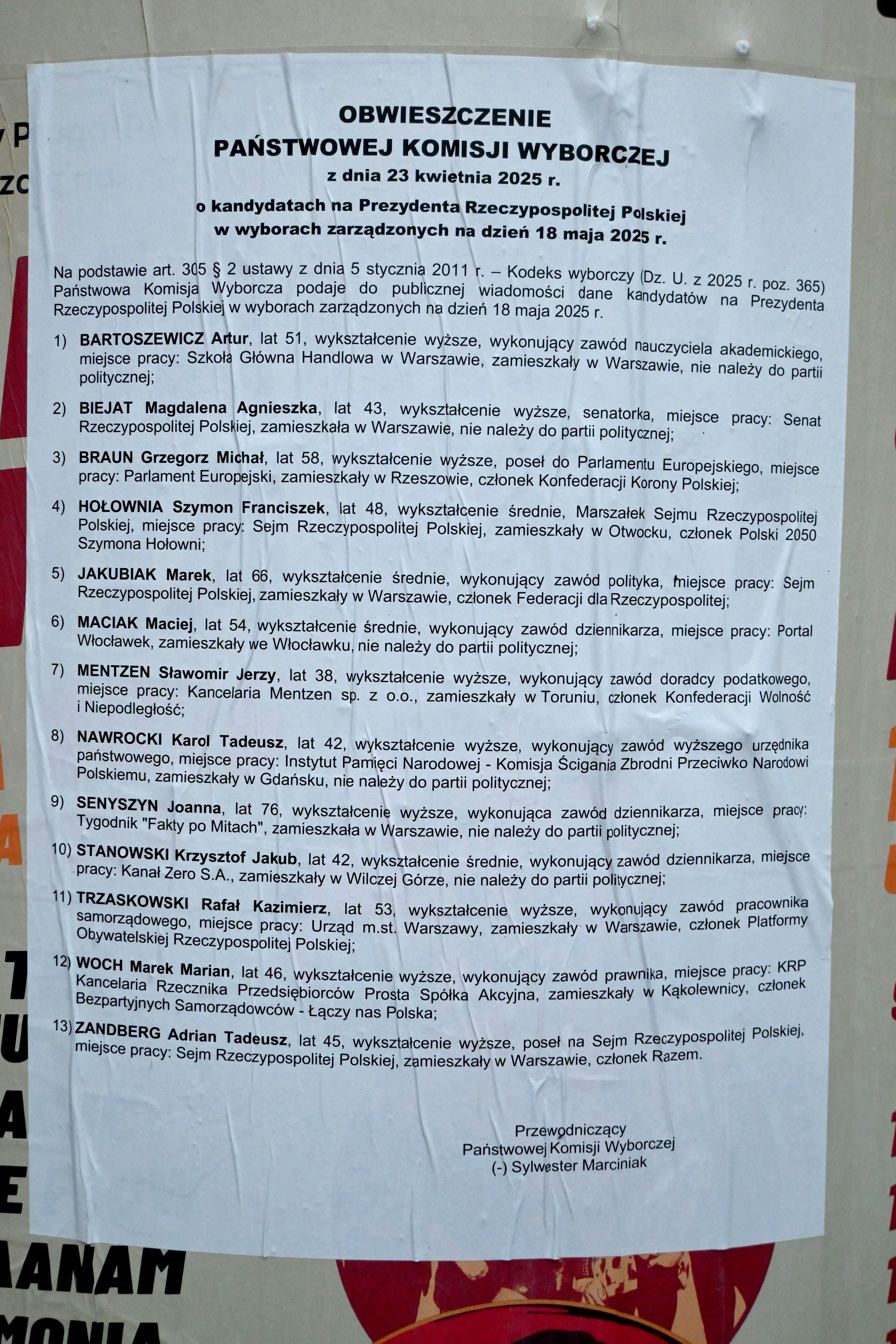
2025年4月23日國家選舉委員會關於定於2025年5月18日舉行的選舉的波蘭共和國總統候選人的公告，在華沙北普拉加區市政廳前的廣告桿上公佈。

根據2011年1月5日通過的《選舉法典》第296條之規定，欲參選波蘭共和國總統者，須由至少十萬名具備眾議院選舉權的公民提名。正式的提名應由支持候選人的選舉委員會提出，該委員會須在獲得候選人書面同意後方可成立。選舉委員會的組成人數不得少於十五人。
在收集到至少一千名具選舉權公民的支持簽名後，該委員會即可向國家選舉委員會申請登記註冊。

### 選舉委員會
在總統候選人提名程序中，首要步驟為成立並登記個別候選人的選舉委員會。根據規定，候選人須於2025年3月24日之前，向國家選舉委員會提交成立選舉委員會的通知。
截至期限，共有53份成立選舉委員會的通知送達國家選舉委員會。經審查後，國家選舉委員會接受了其中44份，另有9份因不符規定而遭駁回。

### 候選人
下一階段為登記波蘭共和國總統候選人。此一程序由國家選舉委員會負責辦理，僅針對於2025年4月4日之前，提交至少十萬名公民支持簽名的選舉委員會。
最終，共有13位候選人成功登記為正式的總統候選人，與1995年總統大選並列為波蘭歷來候選人最多的一屆。
| 人物                    | 出身年月/地點                                    | 競選標誌         | 職位 | 政黨 | 政黨         | 支持   | 支持                                           |
| ----------------------- | ------------------------------------------------ | ---------------- | --- | ---- | ------------ | ------ | ---------------------------------------------- |
| 阿圖爾·巴托謝維奇       | 1974年1月18日 （51歲） 波德拉謝省 蘇瓦烏基       |                  | 華沙經濟大學社會經濟學學院講師                                                                                     |      | 無黨籍       | 無黨籍 | 無黨籍                                         |
| 玛格达莲娜·比亚特       | 1982年1月11日 （43歲） 馬佐夫舍省 華沙           |                  | 參議院副議長 （2023–現在） 眾議員 （2019–2023） 參議員 （2023–現在）                                               |      | 無黨籍       |        | 左翼聯盟- 新左翼 - 波蘭社會黨 - 勞動聯盟       |
| 格熱戈日·布勞恩         | 1967年3月11日 （58歲） 庫亞維濱海省 托倫         |                  | 波蘭王室聯盟黨魁 （2019–現在） 眾議員 （2019–2024） 歐洲議會議員 （2024–現在） 2015 年總統選舉候選人               |      | 波蘭王室聯盟 |        | 新右翼國會                                     |
| 格熱戈日·布勞恩         | 1967年3月11日 （58歲） 庫亞維濱海省 托倫         | 科爾溫黨         | 波蘭王室聯盟黨魁 （2019–現在） 眾議員 （2019–2024） 歐洲議會議員 （2024–現在） 2015 年總統選舉候選人               |      | 波蘭王室聯盟 |        |                                                |
| 格熱戈日·布勞恩         | 1967年3月11日 （58歲） 庫亞維濱海省 托倫         | 波蘭民族復興     | 波蘭王室聯盟黨魁 （2019–現在） 眾議員 （2019–2024） 歐洲議會議員 （2024–現在） 2015 年總統選舉候選人               |      | 波蘭王室聯盟 |        |                                                |
| 格熱戈日·布勞恩         | 1967年3月11日 （58歲） 庫亞維濱海省 托倫         | 脫歐黨           | 波蘭王室聯盟黨魁 （2019–現在） 眾議員 （2019–2024） 歐洲議會議員 （2024–現在） 2015 年總統選舉候選人               |      | 波蘭王室聯盟 |        |                                                |
| 格熱戈日·布勞恩         | 1967年3月11日 （58歲） 庫亞維濱海省 托倫         | 真正的歐洲運動   | 波蘭王室聯盟黨魁 （2019–現在） 眾議員 （2019–2024） 歐洲議會議員 （2024–現在） 2015 年總統選舉候選人               |      | 波蘭王室聯盟 |        |                                                |
| 希蒙·霍沃夫尼亞         | 1976年9月3日 （48歲） 波德拉謝省 比亞維斯托克    |                  | 眾議院議長 （2023–現在） 眾議員 （2023–現在） 波蘭2050黨魁 （2021–現在） 2020年總統選舉候選人                      |      | 波蘭2050     |        | 第三條道路- 波蘭2050 - 波蘭人民黨 - 波蘭中心黨 |
| 馬雷克·雅庫比亞克       | 1959年4月30日 （66歲） 馬佐夫舍省 華沙           |                  | 共和黨黨魁 （2018–現在） 眾議員 （2015–2019, 2023–現在） 2020年總統選舉候選人 企業家 釀酒師                        |      | 共和黨       |        | 自由共和黨- 共和黨 - 库基兹15 - 自由與繁榮黨   |
| 馬切伊·馬西亞克         | 1970年8月30日 （54歲） 庫亞維濱海省 夫沃次瓦費克 |                  | 繁榮與和平運動黨魁 （2023–現在） 記者 Youtuber                                                                     |      | 無黨籍       |        | 繁榮與和平運動                                 |
| 斯瓦沃米尔·门岑         | 1986年11月20日 （38歲） 庫亞維濱海省 托倫        |                  | 新希望黨黨魁 （2022–現在） 眾議員 （2023–現在） 企業家 稅務顧問                                                    |      | 新希望黨     |        | 自由与独立联盟- 新希望黨 - 民族运动            |
| 卡罗尔·纳夫罗茨基       | 1983年3月3日 （42歲） 濱海省 格但斯克            |                  | 国家记忆研究院负责人 （2021–現在） 第二次世界大战博物馆馆长 （2017–2021） 格但斯克謝德爾采區議會主席 （2011–2017） |      | 無黨籍       |        | 聯合右翼- 法律與公正黨 - 波兰共和国革新        |
| 卡罗尔·纳夫罗茨基       | 1983年3月3日 （42歲） 濱海省 格但斯克            | 波蘭自衛隊黨     | 国家记忆研究院负责人 （2021–現在） 第二次世界大战博物馆馆长 （2017–2021） 格但斯克謝德爾采區議會主席 （2011–2017） |      | 無黨籍       |        |                                                |
| 卡罗尔·纳夫罗茨基       | 1983年3月3日 （42歲） 濱海省 格但斯克            | 超越邊界團結聯盟 | 国家记忆研究院负责人 （2021–現在） 第二次世界大战博物馆馆长 （2017–2021） 格但斯克謝德爾采區議會主席 （2011–2017） |      | 無黨籍       |        |                                                |
| 喬安娜·塞尼辛           | 1949年2月1日 （76歲） 濱海省 格丁尼亚            |                  | 眾議員 （2001–2009, 2019–2023） 歐洲議會議員 （2009–2014） 記者                                                    |      | 無黨籍       |        | 民主左翼協會                                   |
| 喬安娜·塞尼辛           | 1949年2月1日 （76歲） 濱海省 格丁尼亚            | 無黨派人士       | 眾議員 （2001–2009, 2019–2023） 歐洲議會議員 （2009–2014） 記者                                                    |      | 無黨籍       |        |                                                |
| 克日什托夫·斯坦諾夫斯基 | 1982年7月21日 （43歲） 馬佐夫舍省 華沙           |                  | 記者 Youtuber 零頻道和KTS Weszło的持有者                                                                           |      | 無黨籍       | 無黨籍 | 無黨籍                                         |
| 拉法乌·恰斯科夫斯基     | 1972年1月17日 （53歲） 馬佐夫舍省 華沙           |                  | 華沙市長（2018–現在） 公民綱領副黨魁（2020–現在） 2020年總統選舉候選人                                             |      | 公民綱領     |        | 公民聯盟- 公民綱領 - 現代 - 波兰倡议 - 綠黨    |
| 拉法乌·恰斯科夫斯基     | 1972年1月17日 （53歲） 馬佐夫舍省 華沙           | 社民黨           | 華沙市長（2018–現在） 公民綱領副黨魁（2020–現在） 2020年總統選舉候選人                                             |      | 公民綱領     |        |                                                |
| 拉法乌·恰斯科夫斯基     | 1972年1月17日 （53歲） 馬佐夫舍省 華沙           | 民主聯盟         | 華沙市長（2018–現在） 公民綱領副黨魁（2020–現在） 2020年總統選舉候選人                                             |      | 公民綱領     |        |                                                |
| 馬雷克·沃赫             | 1978年12月17日 （46歲） 盧布林省 卡科萊夫尼察    |                  | 團結互助會黨魁 （2024–現在）                                                                                       |      | 團結互助會   |        | 社會替代方案                                   |
| 馬雷克·沃赫             | 1978年12月17日 （46歲） 盧布林省 卡科萊夫尼察    | 波蘭工黨         | 團結互助會黨魁 （2024–現在）                                                                                       |      | 團結互助會   |        |                                                |
| 馬雷克·沃赫             | 1978年12月17日 （46歲） 盧布林省 卡科萊夫尼察    | 斯拉夫聯盟       | 團結互助會黨魁 （2024–現在）                                                                                       |      | 團結互助會   |        |                                                |
| 阿德里安·赞德貝格       | 1979年12月4日 （45歲） 丹麥 奧爾堡               |                  | 一起黨聯合黨魁 （2022–現在） 眾議員 （2019–現在）                                                                  |      | 一起黨       | 一起黨 | 一起黨                                         |

## 競選過程

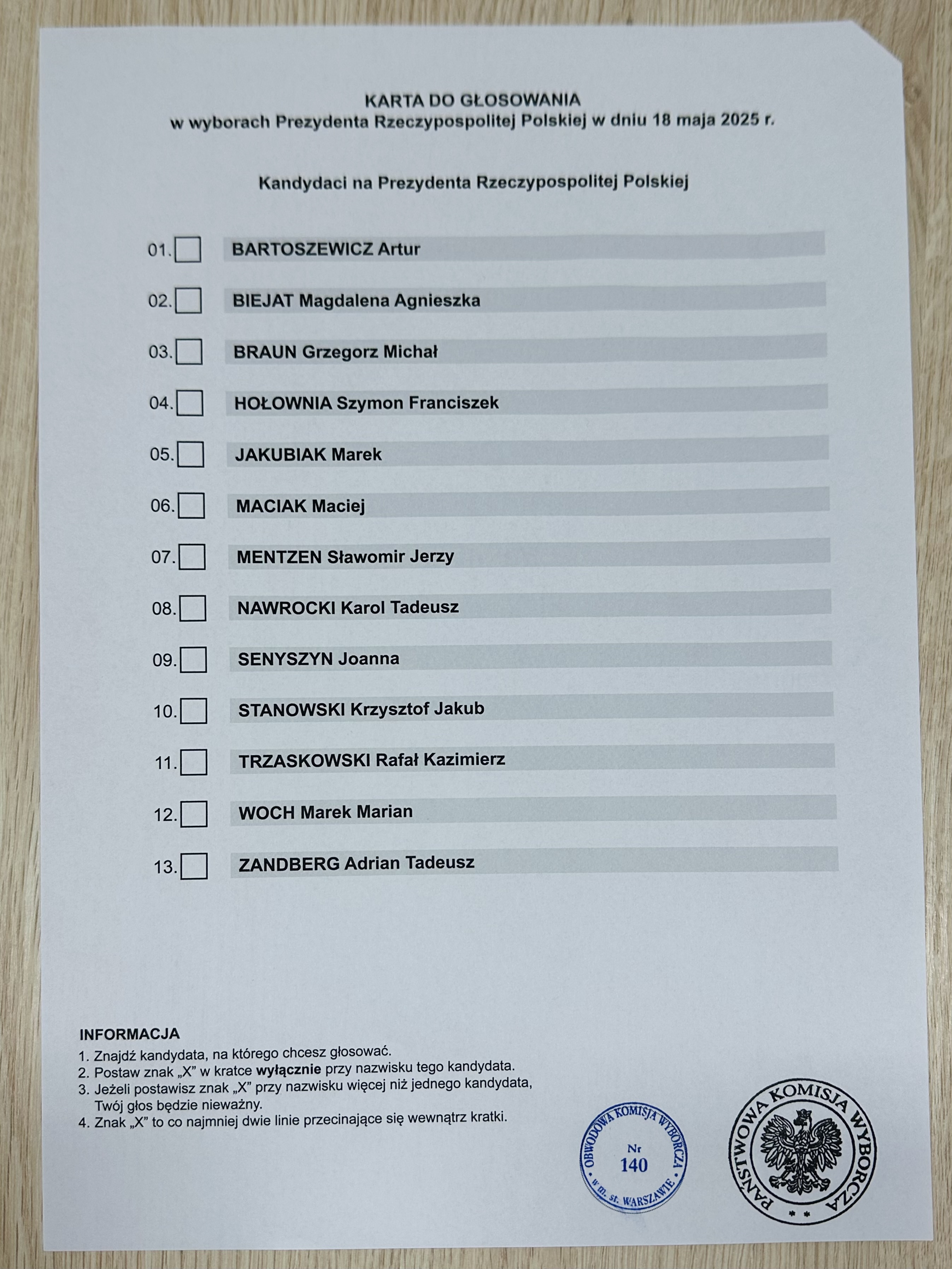
2025年5月18日首輪選舉選票

### 2024年
- 8月31日：聯盟黨的門岑（英语：Sławomir Mentzen）率先開始競選，因啟動過早遭其他政黨人士批評並被指涉嫌違法。[37]
- 11月13日：第三條道路的眾議院議長（英语：Marshal of the Sejm）霍沃夫尼亞宣布參選。[38]
- 11月22日：公民聯盟（英语：Civic Coalition (Poland)）舉行總統初選（英语：2024 Civic Coalition presidential primary），外交部長西科爾斯基挑戰原定人選、2020年候選人暨時任華沙市長（英语：List of city mayors of Warsaw）佐薩斯科斯基，最後佐薩斯科斯基被推舉成為候選人。[39]
- 11月24日：右翼聯盟（英语：United Right (Poland)）支持國家記憶研究院主席納夫羅茨基參選，儘管他未屬任何政黨，仍以無黨籍身份接受提名。[40]
消息曝光納夫羅茨基在拳擊生涯期間曾與未來罪犯有所接觸後，引發外界對右翼聯盟是否會撤換其候選人身分的猜測，也遭到反對派批評。[41]但民調顯示，大多數人不認為他會被撤換。他最終仍以無黨籍候選人身分進入第一輪選舉，並陸續面對更多有關私生活的爭議。[42]
- 12月21日：法律黨成立「選舉保衛運動」，由前教育部長（英语：Ministry of National Education (Poland)）梅斯瓦夫·恰爾內克（英语：Przemysław Czarnek）領導，目的在防止選舉舞弊、確保民主運作。[43][44][45]
- 12月30日：在選舉前夕，法律黨因2023年國會選舉財務報告有誤，遭國家選舉委員會（英语：National Electoral Commission (Poland)）扣減約1100萬茲羅提的補助金（英语：Party subsidies）。該黨提起上訴後，最高法院的非常上訴與公共事務庭裁定對其有利，選舉委員會被迫於撤回原決定。然而，由於該最高法院分庭的合法性長期受到執政黨政府與歐洲法院的質疑，背景涉及自2017年以來波蘭持續（英语：Polish constitutional crisis）的法治危機，財政部長（英语：Ministry of Finance (Poland)）安傑伊·多曼斯基（英语：Andrzej Domański）遂拒絕撥付相關爭議款項。[46][47][48]結果，納夫羅茨基未能使用法律黨的相關經費參與競選。[49]

### 2025年
- 1月20日：選戰期間，部分人認為佐薩斯科斯基立場「右轉」。[50]他主張限制未工作的烏克蘭難民福利，[51][52]法律黨於國會提出法案以測試他的立場是否堅定。[53]
- 1月20日：納夫羅茨基指控執政聯盟性化兒童，並公開將《性別酷兒：一段回憶錄（英语：Gender Queer）》一書投入碎紙機以表抗議。[54]
- 2月13日：納夫羅茨基獲得與法律黨合作的波蘭最大工會「團結工聯」背書，並承諾不提高退休年齡、維護最低工資標準。[55]
- 3月2日：在法律黨舉行的黨內大會上，納夫羅茨基宣稱此次總統大選是一次「拒絕圖斯克總理」的公投，而這一論述也成為其整場選戰的核心主軸之一。[56]
- 3月27日：候選人門岑在與克日什托夫·斯塔諾夫斯基（英语：Krzysztof Stanowski）進行的訪談中，明確表示他「無條件反對墮胎」，並將強暴懷孕形容為「令人不快的情況」，該言論引發強烈社會反彈。[57]
- 4月11日：4月11日，一起黨黨魁赞德貝格為了向總統杜達當面表達對健康保險議題的關切，缺席了資訊頻道的首次選舉辯論會，並在5月6日與杜達進行面談。[58]
- 4月16日：2025年3月，波蘭奧萊希尼察一家醫院進行了一起懷孕36週、胎兒具有先天缺陷的墮胎手術，引發社會強烈譴責與輿論風波。[59]右翼政治人物對此事件表達嚴厲批評。[60]總統杜達稱此行為為「野蠻」，納夫羅茨基則直言這是「謀殺」，並強調國家應扶助有殘疾的兒童。[61]候選人布勞恩（英语：Grzegorz Braun）因闖入該醫院並強行限制為孕婦執行墮胎手術的婦產科醫師人身自由數分鐘，引發高度關注。[59]他聲稱自己是以議員身份進行「議會介入（波兰语：Interwencja poselska）」，但此行為連同其他事件，最終導致他喪失歐洲議會議員豁免權。[62]
- 4月26日：於羅茲舉行的競選大會上，納夫羅茨基獲總統杜達公開背書——這是杜達首次在本屆選舉中表態支持候選人持。[63][64]
- 4月28日：納夫羅茨基因取得一名處於羈押中的高齡男子名下的第二套公寓而遭到公眾批評。此前，他在辯論中聲稱自己僅擁有一套房產，但《Onet（英语：Onet.pl）》媒體隨後揭露其實他另有一間房產。對此，納夫羅茨基解釋，該公寓是透過承諾提供終身照護而取得的，然而事後證實，該名男子實際上是被安置於公立養護機構，且納夫羅茨基並未參與照護安排。[65][66][67][68][69]
面對外界對其涉嫌剝削的指控，納夫羅茨基強調交易過程合法，並承諾將該物業捐贈給慈善機構。[70]
- 5月6日：在總統杜達否決了保費調降提案後，佐薩斯科斯基為其政黨的健康保險提案辯護，強調該方案將有助於提升整體醫療體系的財源。[71]霍沃夫尼亞也對此提案表示支持。然而，納夫羅茨基與比亞特（英语：Magdalena Biejat）則持反對意見，指出波蘭醫療體系早已處於困境之中。[72]

## 選舉結果
| 各候選人得票率                                                                                  |
| ----------------------------------------------------------------------------------------------- |
| 卡羅爾·納夫羅茨基 拉法·佐薩斯科斯基 斯瓦沃米尔·门岑 （ 英语 ： Sławomir Mentzen） 格熱戈日·布勞恩 （ 英语 ： Grzegorz Braun） |

## 第一輪
拉法·特扎斯科夫斯基獲得31.36%的選票。卡罗尔·纳夫罗茨基獲得29.54%。二人進入第二輪對決。
|                 | 卡羅爾·納夫羅茨基       | 無黨籍          | 5,790,804  | 29.54  | 10,606,877 | 50.89  |
|                 | 拉法乌·恰斯科夫斯基     | 公民聯盟        | 6,147,797  | 31.16  | 10,237,286 | 49.11  |
|                 | 斯瓦沃米尔·门岑         | 自由与独立联盟  | 2,902,448  | 14.81  |            |        |
|                 | 格熱戈日·布勞恩         | 波蘭王室聯盟    | 1,242,917  | 6.34   |            |        |
|                 | 希蒙·霍沃夫尼亞         | 第三條道路      | 978,901    | 4.99   |            |        |
|                 | 阿德里安·赞德貝格       | 一起黨          | 952,832    | 4.86   |            |        |
|                 | 玛格达莲娜·比亚特       | 无党籍          | 829,361    | 4.23   |            |        |
|                 | 克日什托夫·斯坦諾夫斯基 | 无党籍          | 243,479    | 1.24   |            |        |
|                 | 喬安娜·塞尼辛           | 無黨籍          | 214,198    | 1.09   |            |        |
|                 | 馬雷克·雅庫比亞克       | 自由共和黨      | 150,698    | 0.77   |            |        |
|                 | 阿圖爾·巴托謝維奇       | 無黨籍          | 95,640     | 0.49   |            |        |
|                 | 馬切伊·馬西亞克         | 無黨籍          | 36,371     | 0.19   |            |        |
|                 | 馬雷克·沃赫             | 團結互助會      | 18,338     | 0.09   |            |        |
| 有效票          | 有效票                  | 有效票          | 19,603,784 | 99.56  | 20,844,163 | 99.10  |
| 无效票          | 无效票                  | 无效票          | 85,813     | 0.44   | 189,294    | 0.90   |
| 总票数          | 总票数                  | 总票数          | 19,689,597 | 100.00 | 21,033,457 | 100.00 |
| 登記選民/投票率 | 登記選民/投票率         | 登記選民/投票率 | 29,252,340 | 67.31  | 29,363,722 | 71.63  |
| 資源：PKW (PKW) |                         |                 |            |        |            |        |